# 塞尼莱苏尔斯
塞尼莱苏尔斯（法語：Cesny-les-Sources，法語發音：[sɛni le suʁs]）是法国卡尔瓦多斯省的一个市镇，属于卡昂区。该市镇于2019年由原市镇塞尼布瓦阿尔布、阿克维尔、昂戈维尔、普拉西和图尔讷比合并而成。

## 地理
塞尼莱苏尔斯（48°59'13"N, 0°22'39"W）面积33.89 平方千米，位于法国诺曼底大区卡爾瓦多斯省，该省份为法国西北部沿海省份，北濒大西洋英吉利海峡，东北与滨海塞纳省以海上边界相接，东临厄尔省，南至奧恩省，西与芒什省接壤。
与塞尼莱苏尔斯接壤的市镇（或旧市镇、城区）包括：旧弗雷内、穆利讷、方丹勒潘、于西、圣日耳曼朗戈、马尔坦维尔、博讷伊、多奈、梅莱、埃松、克鲁瓦西耶、埃潘。
塞尼莱苏尔斯的时区为UTC+01:00、UTC+02:00（夏令时）。

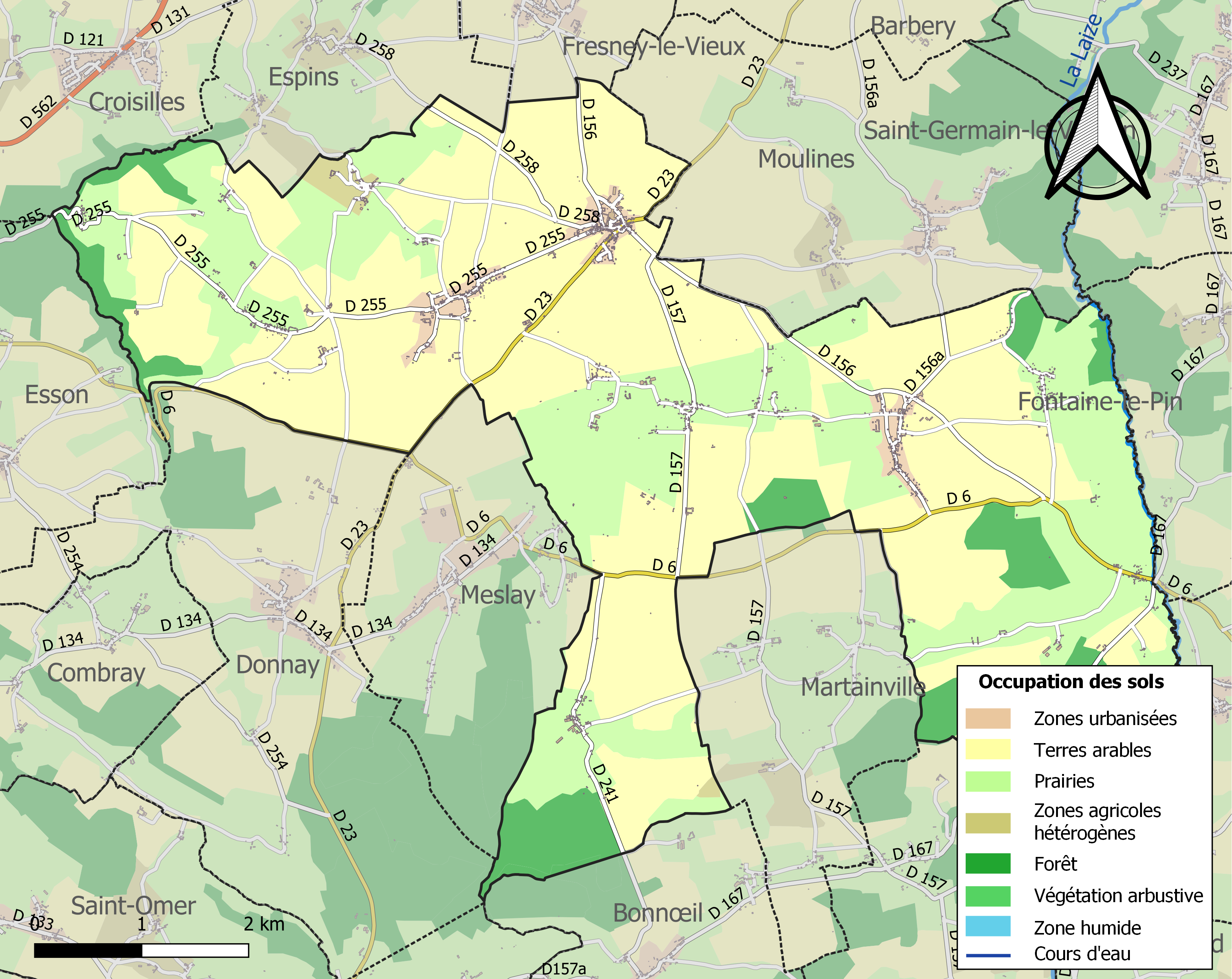
塞尼莱苏尔斯的OSM定位图

## 行政
塞尼莱苏尔斯的邮政编码为14220，INSEE市镇编码为14150。

## 政治
塞尼莱苏尔斯所属的省级选区为勒奥姆县。

## 人口
塞尼莱苏尔斯于2022年1月1日时的人口数量为1415人。